# حركة التحرير (صربيا)
حركة التحرير هي منظمة سياسية يمينية وطنية محافظة ومحبة لـ روسيا في صربيا. تأسست في عام 2020 من قبل مالدان دورديفي وهو سياسي ورجل أعمال صربي عمل مستشارًا لكوسوفو وميتوهيا للرئيس الثالث لصربيا بوريس تاديتش وكذلك نائب وزير خطة الاستثمار الوطنية من 2007 إلى 2008.

## التاريخ والتشكيل
منذ عام 2018 كان دورديفي نشطًا داخل التحالف من أجل صربيا، وهو تحالف سياسي معارض تأسس بهدف الإطاحة بألكسندر فوتشيتش والحزب التقدمي الصربي. تم حل التحالف في نهاية المطاف في سبتمبر 2020 وأسس دورديفي حركة سياسية جديدة تسمى «التحرير». كان يتجول في صربيا ويتحدث مع أعضاء سابقين ونشطين في كل من الحزب الحاكم والمعارضة، ويريد أن يجمع كل أولئك غير الراضين عن الوضع على جانبي الطيف السياسي.
في 14 أكتوبر عقدت الحركة أول تجمع في أوراساك في موقع بداية الانتفاضة الصربية الأولى. وكما قال فقد اجتمعوا في نفس المكان الذي بدأ فيه تحرير صربيا في عام 1804، لأن «كل صربي لديه روح كارادوردي ويجب إطلاق هذه الشرارة في الأوقات الصعبة مثل هذه». وقال جورديفيتش إنهم ضد الاتفاق والاعتراف بكوسوفو أو عضوية كوسوفو في الأمم المتحدة. وأضاف أنه لا يوجد حل سريع لكوسوفو وأن الحل مكتوب في دستور صربيا والقرار رقم 1244. كما أُعلن أن ليبراسيون «ستبدأ نوعًا من المحادثات مع المواطنين في جميع أنحاء صربيا، من أجل جمع الجميع، خم أناس محبون للحرية في جبهة عريضة من شأنها أن تعارض جريمة فوتشيتش وحكمه الاستبدادي».
شعار المنظمة دب وهو مشابه لشعار روسيا المتحدة الحزب السياسي الحاكم في روسيا.